# Estação Taoyuan
Taoyuan (chinês: 高鐵桃園站, pinyin: Gāotiě Táoyuán Zhàn) é uma estação ferroviária e metroviária em Taoyuan, Taiwan, servida pela ferrovia de alta velocidade de Taiwan e pelo Metrô de Taoyuan [en]. Também é conhecida como estação Qingpu (chinês: 青埔車站).
A THSRC assinou contratos com a China Airlines para serviços preferenciais na estação para passageiros da companhia.
22 hectares ao redor da estação estão reservados para desenvolvimento comercial e industrial, com o objetivo de tornar a área numa centro comercial internacional.